# Vaughania depauperata
Vaughania depauperata là một loài thực vật có hoa trong họ Đậu. Loài này được (Drake) "Du Puy, Labat & Schrire" miêu tả khoa học đầu tiên.